# Mehmed IV Giray
Mehmed IV Giray dit Sofu (i.e. « le Pieux »), en tatar de Crimée صوفى محمد كراى, Sofu Mehmed Geray (né vers 1606 mort en 1672), est un khan de Crimée ayant régné de 1641 à 1644, puis de 1654 à 1666.

## Origine
Mehmed IV est le fils de Selamet Ier Giray. Sous le règne de son frère Bahadur Ier, il est exilé à Rhodes mais il est nommé khan après sa mort.

## Premier règne
Mehmed IV Giray nomme comme qalgha Fetih Giray et comme nureddin Adil Giray. Le nouveau khan de Crimée reçoit des Ottomans un subside de 12 000 ducats afin de recruter un contingent et de venger le désastre d'Azov. La Porte envoie de plus une expédition commandée par le pacha d'Égypte. Devant ce déploiement de forces, les cosaques prennent peur et abandonnent la ville après l'avoir brûlée. Les Turcs la réoccupent la reconstruisent et la fortifient.
Islam Giray, l'ancien qalgha qui vivait retiré à Sultania sur la rive des Dardanelles, tente de faire prévaloir ses droits au trône. Il met à  profit pour desservir son frère un conflit entre  deux chefs circassiens de Kabardie, les frères Hakashmak Beg et Antonak Beg. Mehmed IV avait en effet pris le parti du second contre le premier qui s'était réfugié auprès du gouverneur ottoman d'Azov. En 1644, Mehmed IV Giray est déposé par Islam Pacha, gouverneur de Kefe, au profit de son frère Islam III Giray.

## Second règne
Mehmed IV est rétabli comme khan après la mort d'Islam III Giray ; il confirme Ghazi Giray comme qalgha et Adil Giray comme nureddin. L'empereur, les Polonais et les cosaques le complimentent pour son retour. Une querelle éclate entre les descendants de Moubarak Giray et ceux de Bahadir Giray. Ghazi prend le parti de ces derniers afin de protéger le jeune Sélim Giray et demande le secours du clan des Nogaïs Sirin, alors qu'Adil s'oppose à lui, soutenu par les Nogaïs Mansur.
À cette époque, la république des Deux Nations, dans ce que l'historiographie nomme le « Déluge », doit faire face aux assauts conjugués des puissances protestantes du Brandebourg et de Suède soutenues par les cosaques révoltés, qui prennent Smolensk et pillent Vilnius, et par le prince de Transylvanie Georges II Rákóczi et ses alliés les voïvodes vassaux de la principauté de Valachie et de la principauté de Moldavie.
Le gouvernement polonais n'hésite pas à envoyer 120 000 florins au khan pour qu'il effectue une attaque de diversion contre l'Ukraine dirigée par l'hetman Bohdan Khmelnytsky. La Sublime Porte décide également de pendre le parti de la république des Deux Nations, et, après que Bohdan Khmelnytsky meurt subitement en  juillet 1657, Mehmed IV, avec 200 000 hommes, attaque Georges II Rákóczi et ses alliés. Appuyé par les Polonais, il l'écrase lors de la bataille de Czarny Ostrów (été 1657), tuant un tiers des soldats et en capturant un autre tiers. Le khan reçoit une énorme rançon contre la liberté des prisonniers nobles.
Les Tatars sont ensuite envoyés à partir d'Akkerman contre les voïvodes de la Moldavie et de Valachie mis en place par Georges II Rákóczi. Les princes Gheorghe Ștefan  en Moldavie et Constantin Ier Șerban Basarab de Valachie sont déposés et remplacés par des vassaux des Turcs. En 1658, la guerre continue et Alba Iulia, la capitale de Georges II Rákóczi, est prise et pillée pendant que 200 000 Tatars dévastent le pays et font 50 000 victimes (les deux tiers sont tués et le reste réduit en esclavage). Georges Rákóczy, épouvanté par la situation, abandonne le trône et son successeur Ákos Barcsay est imposé par la Sublime Porte. Mehmed IV envoie à cette époque un ambassadeur qui assiste au couronnement de Léopold Ier comme roi de Bohême et de Hongrie.
En Ukraine, Bohdan Khmelnytsky avait laissé comme successeur son fils Iouri Khmelnytsky, qui est remplacé dès octobre 1657 comme hetman par Ivan Vyhovsky. Ce dernier fait la paix avec la Pologne en échange d'une indépendance de fait des cosaques. Un autre parti refuse cet accord et, sous la direction de Martyn Pushkar, colonel commandant les régiments cosaques de Poltava et de Yakiv Barabash, se met sous la protection de la Russie. Martyn Pushkar se saisit des envoyés d'Ivan Vyhovsky au khan de Crimée et les tue. En 1658, Mehmed IV envoie une expédition pour le châtier, Poltava est prise et pillée, Martyn Pushkar, tué malgré un succès initial, et Yakiv Barabash exécuté (1er juin 1658).
Le tsar réagit en 1659 et envoie une armée commandée par le prince Alexeï Troubetskoï soutenir les cosaques qui lui sont fidèles. Elle attaque la ville de Kontop, tenue par Ivan Vyhovsky et les Tatars. Les quarante mille Russes sont défaits par les Tatars et leurs alliés et mis en fuite. Mehmed IV envoie un contingent commandé par un certain Firash assiéger la forteresse de Maichli (juin 1660) et, après quatre jours de combats, les Russes sont battus. les Tatars attaquent la forteresse de Rumnia, qui se rend, et le commandant et la garnison sont exécutés. Les troupes du khan de Crimée pénètrent en territoire russe et pillent le pays pendant quinze jours. Les Russes auraient perdu dans cette guerre quelque 120 000 hommes et 15 000 prisonniers dont les rançons rapportent cent mille ducats. Ces victoires sont saluées par sept jours de fêtes à Constantinople, la capitale ottomane. Mehmed IV cherche même à établir une alliance avec le nouveau roi Charles XI de Suède, ennemi des Russes.
En 1661, les Tatars interviennent de nouveau  en principauté de Transylvanie pour imposer comme prince vassal des Ottomans Mihály Apafy Ier contre Jean III Kemény. L'expédition commandée par Ahmed Pacha, le fils du grand vizir Fazıl Ahmet Köprülü, comprend le khan à la tête de 20 000 hommes réunis à Azov et le qalgha avec 40 000 hommes autour de Perekop. Les Turcs et les Tatars dévastent la vallée de Hatzeg et brûlent les villes des Saxons. Jean III Emeny est tué en 1662 et les Tatars poursuivent leur offensive jusqu'à Szathmar ; ils font des milliers de prisonniers qui se sont réunis à Domahida.
Afin de soutenir Mihály Ier Apafy, le sultan décide alors de poursuivre la guerre jusqu'en Hongrie. Mehmed IV Giray envoie son fils Ahmed Giray avec 100 000 hommes et 20 000 cosaques zaporogues. Les Tatars se battent avec acharnement et, en 1663, ils atteignent la Moravie et la Silésie. En août de cette année, un contingent de six mille hommes attaque la ville de Tirnau ; ils enlèvent les femmes et les enfants qui sont vendus comme esclaves. En septembre, ils pillent Nikolsburg et Brunn, et arrivent à seulement 5 km d'Olmutz.
En Ukraine, en 1661, les Tatars, les Polonais et les cosaques qui leur sont liés, ont dévasté Starodoub et d'autres villes. Cette faction des cosaques était commandée par Iouri Khmelnytsky (1659-1663), fils de  l'hetman Khmelnitski qui, après avoir repris le pouvoir, en est écarté en 1663 par la faction rivale commandée par Iakym Somko.
En 1665, le sultan  ordonne au khan d'intervenir en Hongrie une nouvelle fois. Mehmed IV préfère y envoyer son fils pendant qu'il effectue en personne un raid contre les Nogaïs de Bessarabie, protégés de la Porte. Cette action sert de prétexte  à sa déposition après douze ans et quatre mois d'un règne glorieux. En fait, il s'agit sans doute du résultat d'une intrigue de palais destinée à porter Adil Giray au trône.
Mehmed IV se retire à Komuk, où il meurt en 1672, âgé de 66 ans. Mehmed IV laisse le souvenir d'un poète qui a composé des œuvres sur des thèmes philosophique ou religieux sous le nom de Kâmil. Il est par ailleurs à l'origine de la construction des remarquables bains de Bakhtchyssaraï et du palais à Tula.